# Abborrkärr
Abborrkärr är en sjö i Kungsbacka kommun i Halland och ingår i Viskans huvudavrinningsområde.